# 磯村秀人
磯村 秀人（いそむら ひでと、1977年8月9日 - ）は、元社会人野球の選手（投手）。

## 人物・来歴
徳島県美馬郡穴吹町出身。池田高校では甲子園に出場できなかったが、愛知学院大学に進学すると広瀬繁（その後新日本石油ENEOS）と2枚看板として先発で起用され、大学2年次の1997年から3年連続でリーグ戦を制して全日本選手権に出場した。愛知大学リーグ通算成績は10勝6敗で、4年春には最優秀防御率とベストナインを受賞している。
大学卒業後の2000年に東芝に入社。背番号17が与えられ、同年の都市対抗には日産自動車の補強選手として出場した。2001年は抑えを任され、日本選手権ではチームも準優勝している。しかし一方でレベルの高い神奈川県内の試合で打ち込まれ、登板するのが怖くなったという。3年目の2002年には春のチーム遠征中に疲労から練習を休んで高見泰範監督から練習への参加を一時禁止され、年末には翌年結果が出せなければ引退することを申し出た。
2003年はキャンプまでに3,000球を投げ込み、走り込みも強化して体重が10kgも増加した。こうしてベストの状態で望んだ3月のJABA東京スポニチ大会の決勝で7回を3失点に抑えて勝利投手となり、この頃に一皮むけたのを感じたという。背番号は同年から19となり、須田喜照が引退すると先発の中心となった。2004年にはエースとしてチームを引っ張り、都市対抗ではチームに5年振りの勝利をもたらし優秀選手賞を受賞した。2005年にはアジア選手権およびIBAFワールドカップの日本代表に選出された。
2006年には100イニング以上を投げて防御率0.69の成績を残し、NPBの2球団からドラフト会議での指名申し入れを受けたが、熟考の末に断っている。この時に会社から提供されている環境の素晴らしさに改めて気づき、野球部でプレーするモチベーションが高まったという。2007年の都市対抗では三菱ふそう川崎から補強された佐藤大士とともに2枚看板を形成し、3試合に先発して準々決勝では新田玄気らを擁する松下電器を完封。決勝でも中尾敏浩らを擁するJR東日本を8回までを1失点に抑える好投で計3勝を挙げ、MVPにあたる橋戸賞を獲得した。しかし翌2008年に右ヒジを故障して1年間プレーできなかった。2010年は登板機会が少なく、同年限りで現役を引退している。

## 日本代表キャリア
- 第22回ハーレムベースボールウィーク日本代表（2004年）
- 第23回アジア野球選手権大会日本代表（2005年）
- 第36回IBAFワールドカップ日本代表（2005年）
- 第15回アジア競技大会野球日本代表（2006年）
- 第37回IBAFワールドカップ日本代表（2007年）

## 主な表彰・タイトル
- 第59回JABA東京スポニチ大会最優秀選手賞（2004年）
- 第75回都市対抗野球大会優秀選手（投手）（2004年）
- 第78回都市対抗野球大会橋戸賞、優秀選手（投手）（2007年）